# Santa Maria delle Grazie (Celano)
Santa Maria delle Grazie ist ein römisch-katholisches Kirchengebäude in der Gemeinde Celano (AQ) in den Abruzzen.

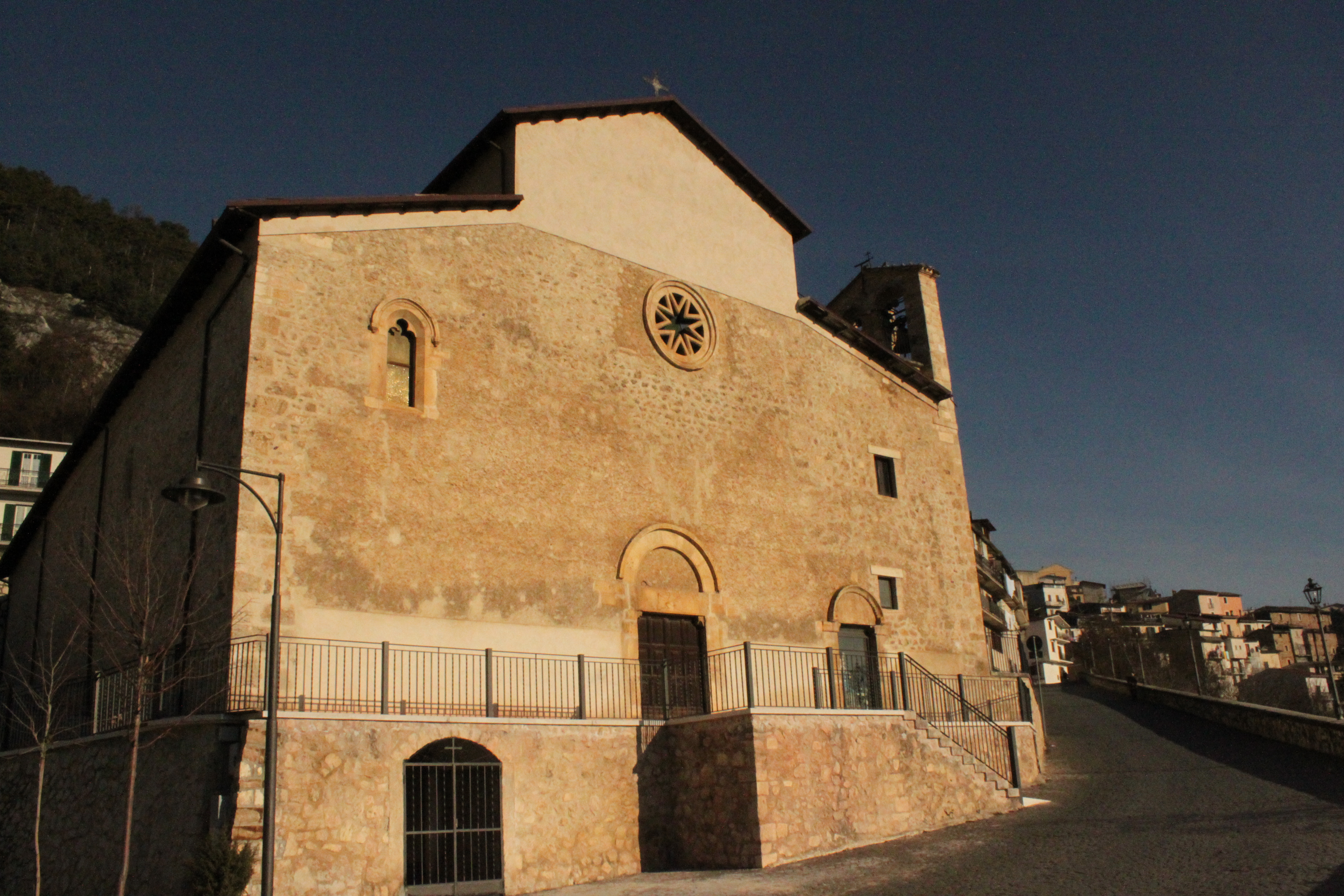
Kirchenfassade

## Geschichte

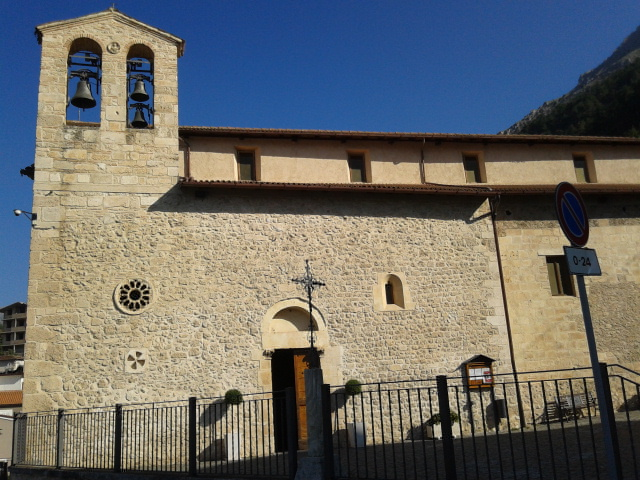
Die Seitenfassade

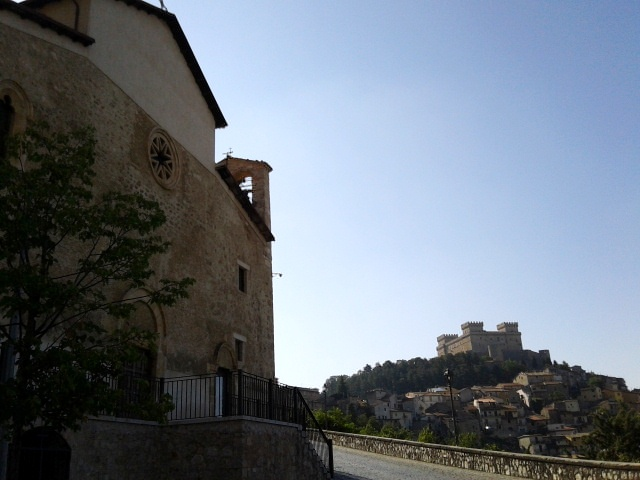
Blick auf die Kirche und das Castello Piccolomini

Die ursprünglich dem Heiligen Johannes von Capodacqua (Sancti Joannis Caput Aquae) geweihte Kirche wurde wahrscheinlich Mitte des 11. Jahrhunderts auf Anordnung des Bischofs der Marsi Pandolfo, Sohn von Berardo II, Graf der Marsi, errichtet. Derselbe Bischof gab 1056 die Herstellung der Exultet-Rolle für die Feudalkirche von Celano in Auftrag, was die kirchliche Bedeutung der Stadt bezeugt. Die Rolle, die seit 1932 im Diözesanarchiv „Muzio Febonio“ in Avezzano aufbewahrt wird, wurde in der Abtei Montecassino verziert und 1057 fertiggestellt. Im Jahr 1059 wurden in der Kirche die Gebeine der Märtyrer Simplicio, Costanzo und Vittoriano aufbewahrt.
Bei der Zerstörung der ursprünglichen Siedlung von Celano auf halber Höhe des Monte Tino (Colle San Vittorino) durch Friedrich II. im Jahr 1223 blieb der Sakralbau verschont. Der aus Deutschland zurückgekehrte Franziskanerbruder Thomas von Celano soll damals die einzige erhaltene Kirche der zerstörten Stadt besucht und später die ihm zugeschriebene liturgische Sequenz Dies irae komponiert haben.
Mit dem Wiederaufbau des Stadtzentrums auf dem Hügel von San Flaviano rund um die ursprüngliche mittelalterliche Befestigung verlor die Kirche, die sich in einer isolierten Lage befand, allmählich an Bedeutung, so dass die später erbaute, Johannes dem Täufer geweihte Kirche bald zum Hauptgotteshaus wurde. Im 14. Jahrhundert stürzte die Apsis der frühmittelalterlichen Kirche aufgrund von Wassereinbrüchen durch die darüber liegende Fontegrande-Quelle und möglicherweise auch durch die Auswirkungen des schweren Erdbebens von 1349 ein, das auch das Hinterland der Abruzzen schwer in Mitleidenschaft zog.
Einige architektonische Elemente und historische Ereignisse sind Anzeichen dafür, dass der Ort zwischen dem 13. und 14. Jahrhundert von den Templern aufgesucht wurde.
Zu Beginn des 15. Jahrhunderts ließ Graf Nicola die sterblichen Überreste der Schutzheiligen von Celano in die Kirche San Giovanni Battista überführen, während bei der Renovierung der alten Kirche die Haupteingänge verändert wurden. In dieser Zeit wurde die Kirche Johannes dem Evangelisten geweiht.
Im Laufe der Jahrzehnte wurde sie durch die Erdbeben, die vor allem Mittelitalien in den Jahren 1456 und 1461 heimsuchten, erneut beschädigt und grundlegend umgebaut. In diesem Jahrhundert weihten die Piccolomini, Herren der Grafschaft Celano, die Kirche offiziell der Madonna della Grazie.
Nach den Pestepidemien wurde sie aufgrund ihrer Lage außerhalb der Stadt zur Begräbniskirche. Es wurden Innenkapellen errichtet und die Gräber unter dem Bodenniveau angelegt. Im 18. Jahrhundert, nach den Schäden durch das Erdbeben von 1706, erhielt sie den Namen San Giovanni Piedimonte, wobei nur ein überdachtes Kirchenschiff für den Gottesdienst genutzt wurde. Die anderen Teile wurden bis 1932, dem Jahr der Errichtung des städtischen Friedhofs, als Friedhof genutzt. Nach den schweren Schäden durch das Erdbeben von Marsica im Jahr 1915 wurden alle Teile des Kirchengebäudes restauriert und überdacht.

## Beschreibung
Die Kirche zeichnet sich durch ihre zwei Fassaden aus: die Hauptfassade aus Stein mit einem Portal, das von einer achtseitigen Sternrosette gekrönt wird, und die Seitenfassade mit einem Portal aus dem 13. Jahrhundert und zwei einflügeligen Fenstern im spätgotischen Stil, über denen sich seitlich der Glockenturm erhebt. Im Inneren sind die drei Kirchenschiffe durch massive Steinpfeiler voneinander getrennt. Das Innere der Kirche ist mit Fresken aus dem 14. und 15. Jahrhundert und einem Stuck mit dem Wappen der Grafen von Marsi geschmückt.